# Cheilosia andalusiaca
Cheilosia andalusiaca là một loài ruồi trong họ Ruồi giả ong (Syrphidae). Loài này được Torp Pedersen mô tả khoa học đầu tiên năm 1971. Cheilosia andalusiaca phân bố ở vùng Cổ Bắc giới